# Grand Prix FIDE 2017
Le Grand Prix FIDE 2017 est une compétition internationale de jeu d'échecs organisée par la FIDE en 2017, composée de quatre tournois fermés de neuf rondes qui réunissent chacun dix-huit joueurs. Les joueurs sont tenus de participer à au moins trois des quatre manifestations.
Le premier et le deuxième du classement final sont qualifiés pour le tournoi des candidats  disputé l'année suivante (2018).

## Classement général
Le Grand Prix est remporté par Shakhriyar Mamedyarov (340 points) devant Aleksandr Grichtchouk (336), Teimour Radjabov (312), Ding Liren (311), Dmitri Iakovenko (236) et Maxime Vachier-Lagrave (231).

## Organisation
Le calendrier et le lieu des tournois est le suivant :
- du 16 au 27 février 2017 : Charjah (Émirats arabes unis) ;
- du 12 au 21 mai 2017 : Moscou ;
- du 6 au 15 juillet 2017 : Genève ;
- du 16 au 25 novembre 2017 : Palma de Majorque.

Chaque tournoi est organisé en neuf rondes suivant le système suisse et réunit dix-huit joueurs alors que  les tournois des Grand Prix précédents réunissaient seulement douze joueurs et étaient des tournois toutes rondes.

## Participants
| Joueur                 | Fédération          | Mode de qualification                                   |
| ---------------------- | ------------------- | ------------------------------------------------------- |
| Peter Svidler          | Russie              | Coupe du monde d'échecs 2015                            |
| Pavel Eljanov          | Ukraine             | Coupe du monde d'échecs 2015                            |
| Anish Giri             | Pays-Bas            | Coupe du monde d'échecs 2015                            |
| Hikaru Nakamura        | États-Unis          | Selon la moyenne Elo entre Juin 2015 et mai 2016        |
| Levon Aronian          | Arménie             | Selon la moyenne Elo entre Juin 2015 et mai 2016        |
| Ding Liren             | Chine               | Selon la moyenne Elo entre Juin 2015 et mai 2016        |
| Maxime Vachier-Lagrave | France              | Selon la moyenne Elo entre Juin 2015 et mai 2016        |
| Aleksandr Grichtchouk  | Russie              | Selon la moyenne Elo entre Juin 2015 et mai 2016        |
| Pentala Harikrishna    | Inde                | Selon la moyenne Elo entre Juin 2015 et mai 2016        |
| Shakhriyar Mamedyarov  | Azerbaïdjan         | Selon la moyenne Elo entre Juin 2015 et mai 2016        |
| Dmitri Iakovenko       | Russie              | Selon la moyenne Elo entre Juin 2015 et mai 2016        |
| Boris Guelfand         | Israël              | Selon la moyenne Elo entre Juin 2015 et mai 2016        |
| Michael Adams          | Angleterre          | Selon la moyenne Elo entre Juin 2015 et mai 2016        |
| Evgueni Tomachevski    | Russie              | Sélectionné par l'ACP                                   |
| Li Chao                | Chine               | Dix joueurs nommés par les organisateurs (AGON et FIDÉ) |
| Teimour Radjabov       | Azerbaïdjan         | Dix joueurs nommés par les organisateurs (AGON et FIDÉ) |
| Ernesto Inarkiev       | Russie              | Dix joueurs nommés par les organisateurs (AGON et FIDÉ) |
| Francisco Vallejo Pons | Espagne             | Dix joueurs nommés par les organisateurs (AGON et FIDÉ) |
| Salem Saleh            | Émirats arabes unis | Dix joueurs nommés par les organisateurs (AGON et FIDÉ) |
| Hou Yifan              | Chine               | Dix joueurs nommés par les organisateurs (AGON et FIDÉ) |
| Jon Ludvig Hammer      | Norvège             | Dix joueurs nommés par les organisateurs (AGON et FIDÉ) |
| Ian Nepomniachtchi     | Russie              | Dix joueurs nommés par les organisateurs (AGON et FIDÉ) |
| Aleksandr Riazantsev   | Russie              | Dix joueurs nommés par les organisateurs (AGON et FIDÉ) |
| Richard Rapport        | Hongrie             | Dix joueurs nommés par les organisateurs (AGON et FIDÉ) |

## Palmarès des quatre tournois du Grand Prix
| Lieu    | Dates          | Vainqueur(s)                                                               | Deuxième(s)                                      | Troisième(s) | Quatrième(s)                                                                                                  |
| ------- | -------------- | -------------------------------------------------------------------------- | ------------------------------------------------ | --- | --- |
| Charjah | 18-27 février  | Aleksandr Grichtchouk Maxime Vachier-Lagrave Shakhriyar Mamedyarov 5,5 / 9 |                                                  | | Hikaru Nakamura Ding Liren Michael Adams Ian Nepomniachtchi Dmitri Iakovenko                                  |
| Moscou  | 12-21 mai      | Ding Liren 6 / 9                                                           | Shakhriyar Mamedyarov 5,5 / 9                    | Maxime Vachier-Lagrave Hikaru Nakamura Anish Giri Peter Svidler Aleksandr Grichtchouk Teimour Radjabov Hou Yifan   | |
| Genève  | 6-15 juillet   | Teimour Radjabov 6 / 9                                                     | Ian Nepomniachtchi Aleksandr Grichtchouk 5,5 / 9 | | Anish Giri Pentala Harikrishna Li Chao Shakhriyar Mamedyarov Michael Adams Aleksandr Riazantsev Peter Svidler |
| Palma   | 16-25 novembre | Levon Aronian Dmitri Iakovenko 5,5 / 9                                     |                                                  | Hikaru Nakamura Ding Liren Peter Svidler Teimour Radjabov Pentala Harikrishna Ievgueni Tomachevski Richard Rapport | |